# Podkierkucie
Podkierkucie – część miasta Baranów Sandomierski w Polsce, położona w województwie podkarpackim, w powiecie tarnobrzeskim w gminie Baranów Sandomierski. 
W latach 1975–1998 Podkierkucie administracyjnie należało do województwa tarnobrzeskiego. 
Miejscowa ludność wyznania katolickiego przynależy do Parafii Ścięcia św. Jana Chrzciciela w Baranowie Sandomierskim.
Nazwa Podkierkucie pochodzi najprawdopodobniej od znajdującego się w pobliżu żydowskiego kirkutu.